# Malý Jeníkov
Malý Jeníkov (německy Klein Jenikau) je malá vesnice, část města Strmilov v okrese Jindřichův Hradec v Jihočeském kraji. Nachází se asi tři kilometry jihovýchodně od Strmilova. Je zde evidováno 36 adres. V roce 2011 zde trvale žilo 44 obyvatel.
Malý Jeníkov je také název katastrálního území o rozloze 2,08 km².

## Historie
První písemná zmínka o vesnici pochází z roku 1358.

## Obyvatelstvo
| Rok            | 1869 | 1880 | 1890 | 1900 | 1910 | 1921 | 1930 | 1950 | 1961 | 1970 | 1980 | 1991 | 2001 | 2011 | 2021 |
| -------------- | ---- | ---- | ---- | ---- | ---- | ---- | ---- | ---- | ---- | ---- | ---- | ---- | ---- | ---- | ---- |
| Počet obyvatel | 203  | 191  | 170  | 160  | 176  | 171  | 186  | 129  | 115  | 106  | 68   | 40   | 29   | 44   | 54   |
| Počet domů     | 34   | 35   | 30   | 30   | 30   | 32   | 33   | 33   | 31   | 30   | 27   | 31   | 33   | 34   | 35   |

## Obecní správa
Při sčítání lidu v letech 1850–1974 Malý Jeníkov byl samostatnou obcí, se kterým patřil nejprve do okresu Dačice, ale od roku 1960 v okrese Jindřichův Hradec. Od 1. července 1974 je částí města Strmilov v okrese Jindřichův Hradec.

## Pamětihodnosti
- U čp. 4 stojí křížek.
- Další křížek se nachází u čp. 20.
- Vedle něj je dřevěná zvonička.